# Sankt Stephan (Rehling)
Sankt Stephan ist ein Gemeindeteil von Rehling im schwäbischen Landkreis Aichach-Friedberg in Bayern. Das Kirchdorf liegt circa eineinhalb Kilometer westlich von Rehling an der Kreisstraße AIC 9.

## Baudenkmäler
Siehe auch: Liste der Baudenkmäler in Sankt Stephan
- Katholische Filialkirche St. Stephan